# Adelpha fessonia
Adelpha fessonia is een vlinder uit de onderfamilie Limenitidinae van de familie Nymphalidae. De wetenschappelijke naam van de soort werd als Heterochroa fessonia in 1847 gepubliceerd door William Chapman Hewitson.